# (3348) Pokryshkin
(3348) Pokryshkin est un astéroïde de la ceinture principale.

## Description
(3348) Pokryshkin est un astéroïde de la ceinture principale. Il fut découvert le 6 mars 1978 à Naoutchnyï par Nikolaï Tchernykh. Il présente une orbite caractérisée par un demi-grand axe de 3,17 UA, une excentricité de 0,16 et une inclinaison de 10,4° par rapport à l'écliptique.

## Compléments